# Nymphalis teloides
Nymphalis teloides är en fjärilsart som beskrevs av Reuss 1911. Nymphalis teloides ingår i släktet Nymphalis och familjen praktfjärilar. Inga underarter finns listade i Catalogue of Life.